# Caojie
Caojie (kinesiska: 草街) är ett stadsdelsdistrikt i sydvästra Kina. Det ligger i stadsdistriktet Hechuan i storstadsområdet Chongqing, omkring 53 kilometer norr om det centrala stadsdistriktet Yuzhong.